# Ebony TV
Эбони ТВ (англ. Ebony TV, араб. إبوني تي في‎) — телевидение Южного Судана, вещающая круглосуточные передачи на арабском языке через спутник Atlantic Bird 2. Тематические передачи про политические события, культуру и музыку Южного Судана, документальные фильмы, южносуданские клипы и передачи для молодёжи («Рукну-ш-Шабаб», араб. ركن الشباب‎). Телеканал отличается объективностью и беспристрастным освещением событий, предоставляя эфирное время всем представителям народностей Южного Судана (в том числе и мусульманскому меньшинству) и выступает за мирное сосуществование с Хартумом.
Эбони ТВ начал первые тестовые вещания в 2009 году, а начиная с 2011 года вещает в рабочем режиме. Студия находится в административном центре (столице) Южного Судана городе Джуба. Трансляция Эбони ТВ осуществлялась до обретения независимости Южного Судана через спутник Atlantic Bird 2 at 8,0°W на частоте 11595 MHz, вертикальная поляризация, скорость символов 27500 для стран Ближнего Востока. В настоящее время транслируется через спутник Apstar 2R at 76.5°E на частоте 4102 MHz  (англ.).